# Armend Dallku
Armend Dallku (* 16. Oktober 1984 in Vučitrn, SFR Jugoslawien) ist ein ehemaliger kosovarischer Fußballspieler und aktueller Trainer. 

## Karriere
Dallku begann seine Karriere beim KF Kosova Vushtrri. Von 2002 bis 2004 spielte er für den KF Prishtina. Danach spielte er zwei Jahre lang in Albanien für den KS Elbasani. Von 2006 bis 2016 spielte er bei Worskla Poltawa in der Ukraine. Danach wechselte er wieder zum KF Prishtina und beendete dort 2019 seine aktive Karriere.

## Nationalmannschaft
Am 9. Februar 2005 debütierte Dallku in der albanischen Fußballnationalmannschaft. Beim Spiel gegen die Ukraine stand er in der Startaufstellung. Am 6. März 2014 trat er offiziell als Nationalspieler zurück. Sein letztes Spiel bestritt er am 10. September 2013 gegen Island. Insgesamt kam Dallku auf 64 Einsätze für Albanien, bei denen er ein Tor schoss.

## Trainer Karriere
Nach seinem Karriereende als Fußballspieler, wurde Dallku Trainer vom FC Prishtina.
Nach nur einem Jahr wurde Dallku im Oktober 2020 Trainer vom kosovarischen Zweitligisten KF Dukagjini.

## Erfolge
Worskla Poltawa
- Ukrainischer Pokalsieger: 2009

FC Prishtina
- Kosovarischer Pokalsieger: 2018